# مقاطعة قزيريق
مقاطعة قزيريق هي تقسيم إداري في ولاية صرخنداريا في أوزبكستان، مقرها مدينة ساريق.